# 大河內站
大河內站（日语：／ Ōkawachi eki */?）是位於山口縣周南市大字大河內，西日本旅客鐵道（JR西日本）的岩德線車站。

## 歷史
- 1987年（昭和62年）
  - 3月27日 - 在當地居民請願下，於岩德線勝間站至周防久保站之間新設此站。
    - 當時車站地址為山口縣熊毛郡熊毛町（日语：熊毛町）大字大河內。

  - 4月1日 - 伴隨國鐵分割民營化，車站由西日本旅客鐵道（JR西日本）營運。
- 2003年（平成15年）4月21日 - 隨著周南市成立，車站地址變為山口縣周南市大字大河內。

## 車站構造
車站是一座地面車站，設有1面1線的單式月台。往德山方向的列車會開啟左邊車門。此站沒有車站大樓，車站出入口直接連接月台。在車站出入口附近的小屋設有自動售票機。在車站東邊設有迴旋路。
此站是由德山地域鐵道部管理的無人車站。

## 車站周邊
- 山陽自動車道
- 國道2號
- 自由丘團地
- 幸丘團地
- 夢丘團地

## 巴士路線
最接近此站的巴士站是大河內站前巴士站。以下為停靠該站的巴士路線，均由防長交通營運。
- [6-20]：德山站前 - 市政廳前 - 德高前 - 周陽町中央醫院入口 - （繞道） - 花岡 - 久保市 - 久保站前 - 大河內站前 - 小周防 - 三丘溫泉 - 兼清

## 使用狀況
此站鄰近新興住宅團地，包括自由丘、幸丘和夢丘。因此在早上和黃昏較多人次使用車站。
以下為近年使用人次：
| 乘車人次變化 | 乘車人次變化 |
| 年度         | 1日平均人次  |
| ------------ | ------------ |
| 1999         | 138          |
| 2000         | 125          |
| 2001         | 110          |
| 2002         | 130          |
| 2003         | 120          |
| 2004         | 116          |
| 2005         | 105          |
| 2006         | 101          |
| 2007         | 103          |
| 2008         | 111          |
| 2009         | 115          |
| 2010         | 105          |
| 2011         | 106          |
| 2012         | 106          |
| 2013         | 118          |
| 2014         | 106          |
| 2015         | 115          |
| 2016         | 119          |
| 2017         | 111          |
| 2018         | 99           |

## 相鄰車站
西日本旅客鐵道（JR西日本）
■岩德線
勝間－大河內－周防久保

## 注腳
1. ↑  山口縣統計年鑑

## 外部連結
- 大河內｜車站資訊：JR出門網 - 西日本旅客鐵道（日語）